# Norberto D'Angelo
Norberto Horacio D'Angelo (Avellaneda, Provincia de Buenos Aires, Argentina; 16 de febrero de 1955) es un exfutbolista y actual director técnico argentino. Jugaba como marcador central y su primer equipo fue Lanús. Su último club antes de retirarse fue Talleres de Remedios de Escalada, donde además inició su carrera como entrenador.
Dirigió en todas las categorías de ascenso del fútbol argentino, desde la Primera B Nacional hasta el Torneo Argentino B. Actualmente es el técnico de Talleres de Remedios de Escalada.

## Trayectoria
Debutó en 1972 en Lanús, que por entonces estaba en Primera "A", ese mismo año desciende. Ya en la B siguió una temporada más en Lanús hasta que es contratado por Racing Club. En Racing, permanece durante los años 1974/1975.

En 1975, es fichado por Banfield el club que jugó su tío, allí permanece hasta el descenso del equipo en 1978, cuando pasa a Boca Juniors. Al año siguiente juega para All Boys que por entonces militaba en la Primera División.

En 1980, juega en la Primera B nuevamente para Banfield y en 1981 pasa a Lanús, equipo con el que logra el ascenso de Primera C a Primera B.

En 1983, juega para dos equipos, primero para Loma Negra de Olavarría y luego para Unión de Santa Fe, en ambas ocasiones en Primera A.

En 1984, es contratado por Deportivo Español, donde sale campeón de Primera B, logra el ascenso a Primera A y juega tres años más.

Su retiro de la práctica activa de fútbol lo hace en Talleres de Remedios de Escalada en el  Torneo 1988/1989 del Nacional B. 

## Clubes

### Como jugador
| Club                    | País      | Año       |
| ----------------------- | --------- | --------- |
| Lanús                   | Argentina | 1972-1973 |
| Racing                  | Argentina | 1974-1975 |
| Banfield                | Argentina | 1975-1978 |
| Boca Juniors            | Argentina | 1978      |
| All Boys                | Argentina | 1979      |
| Banfield                | Argentina | 1980      |
| Lanús                   | Argentina | 1981-1982 |
| Loma Negra de Olavarría | Argentina | 1983      |
| Unión de Santa Fe       | Argentina | 1983      |
| Deportivo Español       | Argentina | 1984-1987 |
| Talleres (RdE)          | Argentina | 1988-1989 |

### Como entrenador
| Club                         | País      | Año       |
| ---------------------------- | --------- | --------- |
| Talleres (RdE)               | Argentina | 1992-1993 |
| Racing de Trelew             | Argentina | 1994-1995 |
| Defensores Unidos            | Argentina | 1995      |
| Almirante Brown              | Argentina | 1995      |
| San Miguel                   | Argentina | 1998      |
| Defensores Unidos            | Argentina | 2001-2002 |
| Dock Sud                     | Argentina | 2002-2003 |
| Ferrocarril Urquiza          | Argentina | 2003-2005 |
| Talleres (RdE)               | Argentina | 2005-2006 |
| Atlanta                      | Argentina | 2007      |
| Douglas Haig de Pergamino    | Argentina | 2007-2008 |
| Textil Mandiyú de Corrientes | Argentina | 2009      |
| 9 de Julio de Rafaela        | Argentina | 2009-2010 |
| Talleres (RdE)               | Argentina | 2010-2011 |
| Liniers                      | Argentina | 2012-2013 |
| Defensores Unidos            | Argentina | 2014      |
| Sacachispas                  | Argentina | 2015-2017 |
| Deportivo Laferrere          | Argentina | 2017-2019 |
| Deportivo Merlo              | Argentina | 2019-2021 |
| Círculo Deportivo            | Argentina | 2022      |
| Talleres (RdE)               | Argentina | 2022      |

## Palmarés

### Como jugador
| Título             | Club              | País      | Año  |
| ------------------ | ----------------- | --------- | ---- |
| Primera C          | Lanús             | Argentina | 1981 |
| Primera División B | Deportivo Español | Argentina | 1984 |

### Como entrenador
| Título               | Club            | País      | Año  |
| -------------------- | --------------- | --------- | ---- |
| Primera C            | Sacachispas     | Argentina | 2017 |
| Primera C 2º Ascenso | Deportivo Merlo | Argentina | 2021 |